# Gubernetes yetapa
Gubernetes yetapa là một loài chim trong họ Tyrannidae.

## Hình ảnh

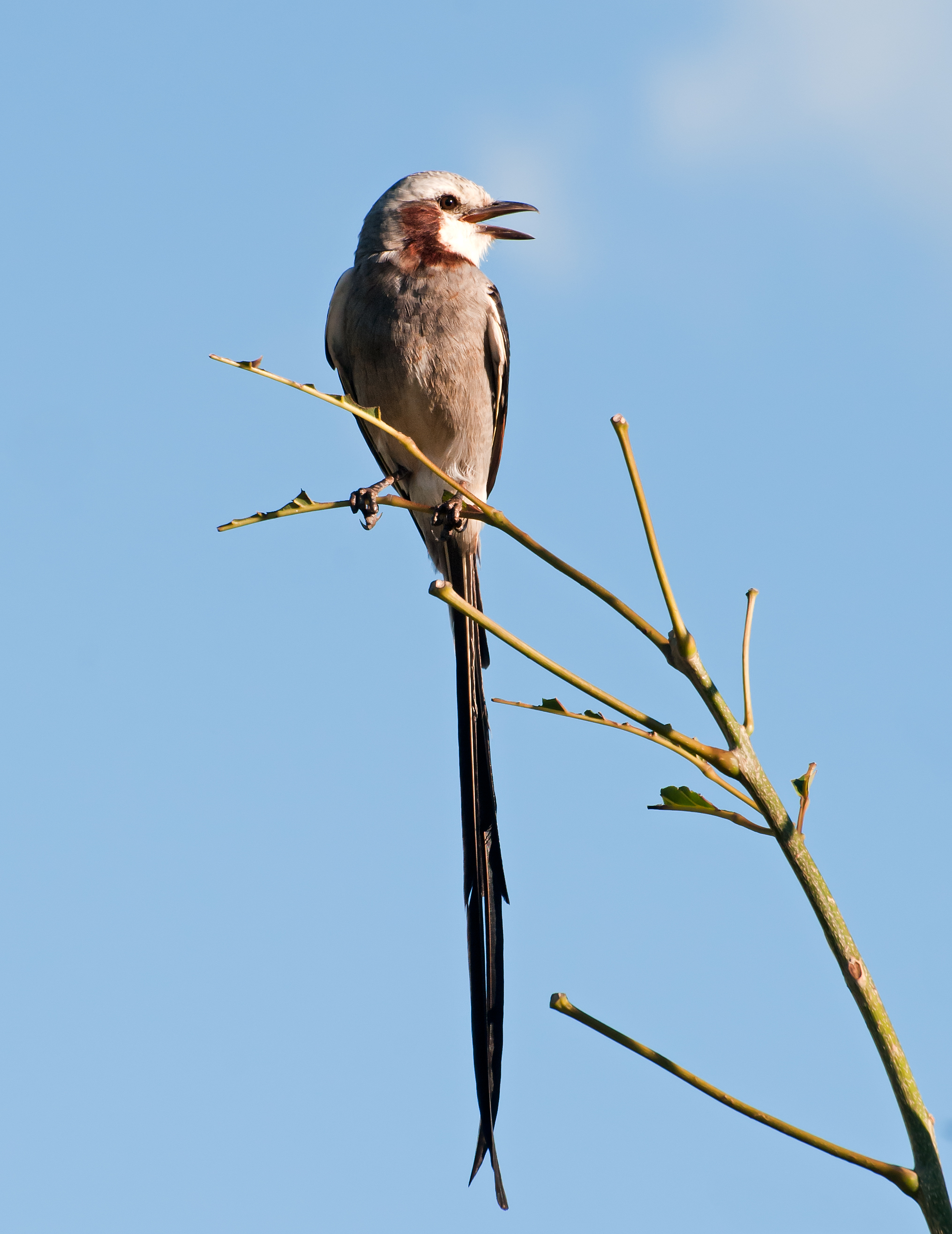
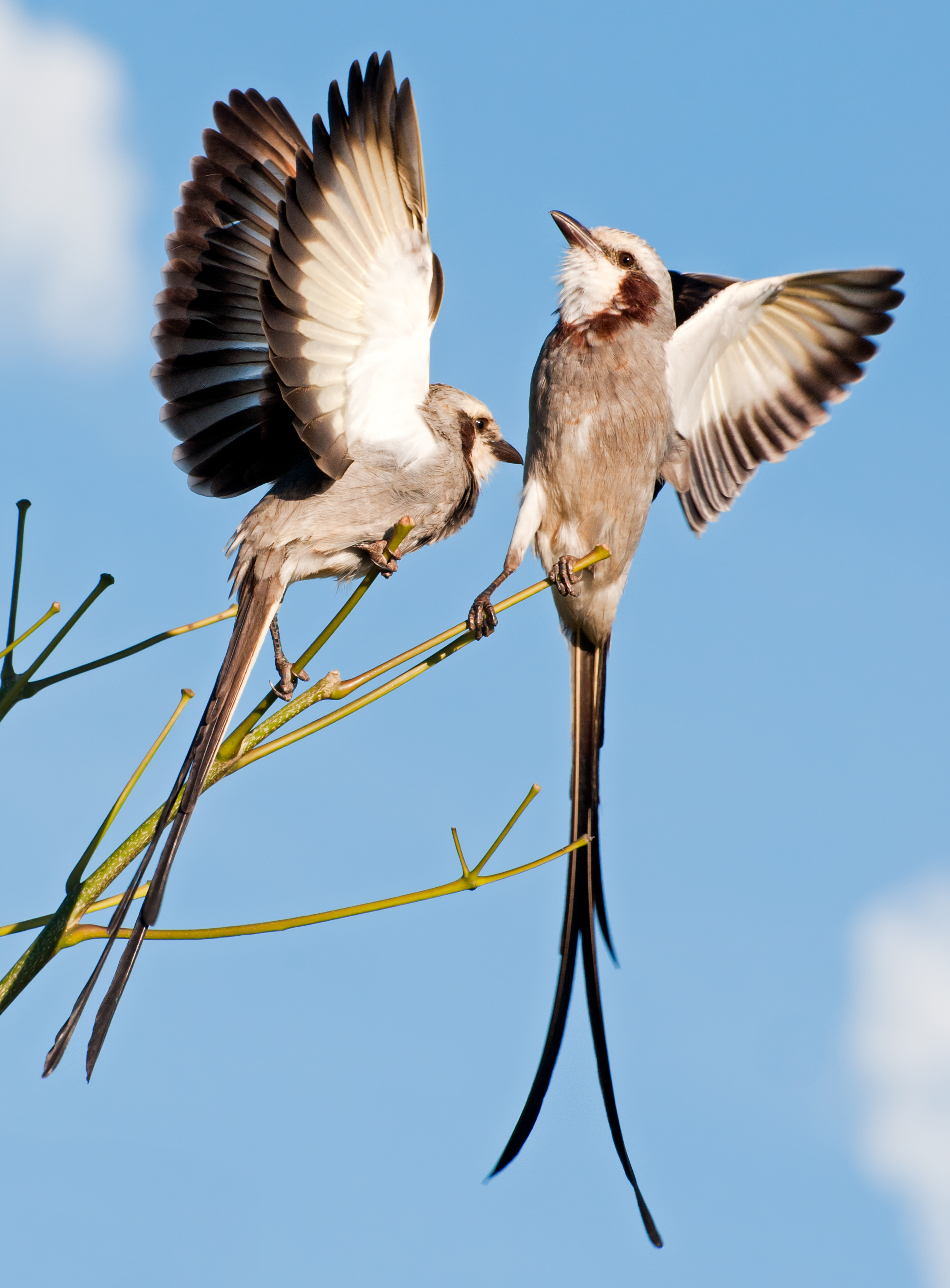
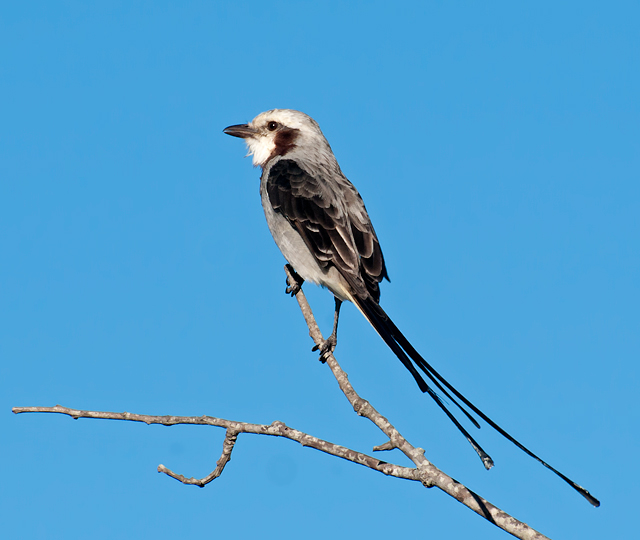